# Phil Cordell
Phil Cordell (né le 17 juillet 1947 à Londres, mort le 31 mars 2007) est un musicien et compositeur britannique.

## Biographie
Dans les années 1960, Cordell est le leader du groupe londonien "Tuesday’s Children" pour lequel il écrit quelques chansons. High on a Hill atteint le top 40 en octobre 1966. Un single solo, Red Lady, sort l'année suivante.
En 1971, sous le nom de Springwater, il publie un titre instrumental, I Will Return, qui se vend bien en Europe, notamment en Suisse où il est numéro des ventes en 1972. En Allemagne, il devient une chanson de Michael Holm, Du weinst um mich.
Sous le nom de Dan the Banjo Man, il publie un album entier qui n'a aucun succès. La sortie du single éponyme en Allemagne devient numéro un en 1974, car on l'entend souvent en fond musical de nombreuses stations de radio. Il reste 31 semaines dans les meilleures ventes. Il est un succès sans lendemain.
Jusqu'en 1986, Cordell publie deux autres albums qui sont également des échecs[réf. nécessaire].

## Source de la traduction
- (de) Cet article est partiellement ou en totalité issu de l’article de Wikipédia en allemand intitulé « Phil Cordell » (voir la liste des auteurs).